# Wesley Sulzberger
Wesley Sulzberger (nascido em 26 de outubro de 1986, em Launceston) é um ciclista australiano, que atualmente corre para a equipe Navitas-Satalyst Racing Team.